# Grécia nos Jogos Olímpicos de Inverno de 1992
A Grécia competiu nos Jogos Olímpicos de Inverno de 1992, em Albertville, na França.